# Skoczki akrokontyczne
Skoczki akrokontyczne (Hyphochytridiomycota lub Hyphochytriomycota) – takson grzybopodobnych organizmów wyróżniany w randze gromady (typu) z jedną klasą – strzępkowe lub klasy Hyphochytridiomycetes (= Hyphochytriomycetes). 
Charakteryzują się pływkami posiadającymi jedną, pokrytą mastygonemami wić na przednim biegunie komórki. U jej podstawy zlokalizowane jest dodatkowe ciałko podstawowe. Ściany komórkowe tych organizmów zawierają celulozę oraz chitynę. Lizyna jest u nich syntetyzowana przez kwas diaminopimelinowy.
Należy tu ok. 20 gatunków, przeważnie endo- lub egzopasożytów.
Są blisko spokrewnione z lęgniowcami, z którymi łączone są w takson Pseudofungi w grupie Heterokonta.